# Curtis Jones
Curtis Julian Jones (ur. 30 stycznia 2001 w Liverpoolu) – angielski piłkarz, występujący na pozycji pomocnika w angielskim klubie Liverpool, którego jest wychowankiem oraz w reprezentacji Anglii.